# Plethochaetigera fenwicki
Plethochaetigera fenwicki là một loài ruồi trong họ Tachinidae.